# Clostridium putrefaciens
Clostridium putrefaciens ist ein Bakterium. Es kann als Schädling in Nahrungsmitteln auftreten. Es ist kälteliebend (psychrophil), es wächst also bei relativ tiefen Temperaturen.

## Merkmale
Die Zellen Clostridium putrefaciens sind stäbchenförmig. Die Größe liegt zwischen 1,5–1,8 × 7,5–15 μm. Die Zellen treten einzeln, paarweise oder in verschlungenen Anhäufungen auf. Oft werden lange, gebogene Ketten gebildet. Das Bakterium bildet Sporen. Die Sporulation findet am ehesten in bei Raumtemperatur gehaltenen Hackfleischkulturen auf.

## Stoffwechsel und Wachstum
Das Bakterium ist psychrophil ("kälteliebend), langsames Wachstum findet noch bei 5°C statt. Optimales Wachstum erfolgt bei Temperaturen zwischen 15 und 22 °C. Ab 37 °C findet kein Wachstum mehr statt. Beste pH-Werte liegen zwischen 6,2 und 7,4.
Clostridium putrefaciens zählt zu den proteolytischen Clostridien. Es ist in der Lage, Proteine abzubauen (zu hydrolysieren). Außerdem kann es Aminosäuren fermentieren, um damit Energie zu gewinnen. Zur Atmung ist es nicht in der Lage, es fehlt die Atmungskette. ATP wird durch die Substratkettenphosphorylierung, bzw. durch die Fermentation, gewonnen.
Die Zellwände von Clostridium putrefaciens enthalten 2,6-Diaminopimelinsäure und Glycin.

## Systematik
Die Art Clostridium putrefaciens zählt zu der Familie der Clostridiaceae. Sie wurde im Jahr 1911 von Charles Neil McBryde zuerst beschrieben.

## Lebensmittel
Clostridium putrefaciens kann Fäulnis und Säuerung bei gepökelten Schinken verursachen. Bei Fleischkonserven kann er zu Bombagen führen und durch Bildung von Ethanol, Butanol, Benzaldehyd und Essigsäure die Lebensmittel verderben.

## Namensgebung
Das Wort putrefaciens ist lateinisch und bedeutet so viel wie „fäulend“, was auf den Stoffwechsel hindeutet. Der Gattungsname Clostridium  ist abgeleitet von dem griechischen Wort klôstêr, was im Deutschen so viel wie Spindel bedeutet, und bezieht sich auf die Zellform.